# 大仲土和
大仲 土和 (おおなか つちかず、1950年3月26日 - ）は、日本の検察官、弁護士。大阪地方検察庁特捜部長、最高検察庁総務部長、さいたま地方検察庁検事正等を経て、関西大学名誉教授。

## 人物・経歴
兵庫県立生野高等学校を経て、関西大学法学部法律学科卒業。1979年旧司法試験合格。1982年大阪地方検察庁検事。1992年から1993年までアメリカ合衆国で在外研究。1995年最高裁判所司法研修所教官。1996年から1998年まで法務省司法試験考査委員兼務。2000年松山地方検察庁次席検事。2002年大阪地方検察庁特別捜査部副部長。
大阪地検特捜部副部長在任中に、三井環事件の捜査を担当したことで知られている。
2004年神戸地方検察庁刑事部長。2005年大阪地方検察庁総務部長。同年大阪地方検察庁特別捜査部長。2007年京都地方検察庁次席検事。2009年大分地方検察庁検事正。2010年岡山地方検察庁検事正。
2011年最高検察庁総務部長兼法務省司法試験委員会委員兼法教育推進協議会委員兼司法修習生考試委員会委員兼司法修習委員会委員兼日本司法支援センター審査委員会委員。2012年さいたま地方検察庁検事正。
2013年定年退官、大阪弁護士会弁護士登録、関西大学大学院法務研究科教授。2014年弁護士の就職難に対応するため弁護士法人あしのは法律事務所を設立し、代表社員弁護士に就任。
2015年民事介入暴力及び弁護士業務妨害対策委員会委員。2016年積水樹脂監査役、王将フードサービス第三者委員会委員長。2018年京都府剣道連盟評議員、ひと・健康・未来研究財団評議員。2019年吉本興業経営アドバイザリー委員会委員。2020年住友倉庫監査役、関西大学名誉教授。2023年、瑞宝重光章受章。

## 著書
- 『犯罪事実記載の実務 刑法犯』（末永秀夫, 絹川信博, 坂井靖, 長野哲生, 室井和弘, 中村芳生と共著）近代警察社 2007年
- 『犯罪事実記載の実務 特別法犯』（荒川洋二, 丸谷日出男, 日野正晴, 加藤敏員と共著）実務法規 2013年